# Markku Peltola
Markku Peltola (ur. 12 lipca 1956 w Helsinkach, zm. 31 grudnia 2007 w Kangasali) – fiński aktor filmowy, teatralny i telewizyjny, także muzyk i wokalista.
Peltola występował na deskach Teatru Telakka w Tampere, którego zresztą był jednym ze współzałożycieli. Od lat 80. był wokalistą i gitarzystą basowym zespołu post-punkowego Motelli Skronkle. W 2003 i 2006 ukazały się jego płyty solowe.
Znany poza Finlandią głównie z licznych ról w filmach Akiego Kaurismäkiego, takich jak Dryfujące obłoki (1996), Juha (1999) czy 10 minut później: Trąbka (2002). Swoją najbardziej znaną kreację stworzył u Kaurismäkiego w Człowieku bez przeszłości (2002). Rola bezimiennego, cierpiącego na amnezję bohatera przyniosła mu nominację do Europejskiej Nagrody Filmowej dla najlepszego aktora.